# Sikorsky CH-124 Sea King
Sikorsky CH-124 Sea King — двухдвигательный палубный вертолёт, предназначенный для борьбы с подводными лодками (ASW - anti-submarine warfare). Представляет собой канадский вариант американского вертолёта  Sikorsky SH-3, находящийся на службе Канадских вооружённых сил с 1963 года.

## Разработка
Sikorsky CH-124 Sea King поступил на службу Королевского канадского военно-морского флота (RCN - Royal Canadian Navy) в 1963 году под обозначением CHSS-2 Sea King в количестве 41 единицы.
Части корпуса были произведены компанией  Sikorsky Aircraft в Коннектикуте, но большая часть составляющих CHSS-2 была произведена в Монреале компанией United Aircraft of Canada (ныне известной как Pratt And Whitney Canada), входящих в состав United Aircraft Corporation (ныне известной как United Technologies Corporation). После проведения унификации Канадских вооружённых сил, в 1968 году, CHSS-2 был переименован в CH-124.
Канадский флот разработал особую систему посадки вертолёта на палубу. С вертолёта опускался трос, который, при помощи специального захвата, закреплялся на лёбедке, расположенной на палубе. Таким образом, судно само притягивало вертолёт к себе. После посадки, вертолёт также блокировался при помощи специальных захватов и отправлялся в ангар. Такая система посадки получила название "Медвежий капкан" (Beartrap), а экипажи вертолётов часто называли "сумасшедшими канадцами" (Crazy Canucks; canuck - американизм; канадец, чаще всего французского происхождения).
В 1968 году Королевский канадский военно-морской флот, Королевские канадские военно-воздушные силы (RCAF - Royal Canadian Air Force) и Канадская армия были объединены в  Канадские вооружённые силы. В 1975 году было создано другое подразделение — Авиационное командование вооружённых сил Канады (AIRCOM - Canadian Forces Air Command), в которое вошли все воздушные единицы.

## Эксплуатация
CH-124 был приписан к  эсминцам класса Iroquois,  фрегатам класса Halifax и к судам-заправщикам класса Protecteur в качестве средства повышения «живучести» судов. Он комплектовался экипажем, состоящим из: двух пилотов, тактического координатора (TACCO - Tactical Coordinator) и оператора авиационного электронного сенсора (AESOp - Airborne Electronic Sensor Operator).
Для поиска подводных лодок, Sea King использует сонар с датчиком на конце 137 метрового кабеля. Также он использует средства инфракрасного обнаружения (англ. FLIR — Forward Looking Infra-Red), для обнаружения надводных судов в тёмное время суток.
Sea King претерпел множество модернизаций, в первую очередь нацеленных на улучшение электроники, основной трансмиссии, двигателей, поисковой РЛС, безопасности груза и экипажа.

## Замена
После 20 лет эксплуатации, Sea King перестал отвечать современным требования в роли средства противолодочной обороны. В 1983 году, департамент национальной обороны Канады (DND - Department of National Defence) начал разрабатывать контракты для "Проекта замены Sea King" (Sea King Replacement Project). Хотя сами контракты не предусматривали скорую замену вертолёта, они предполагали выделение средств на разработку новой авионики для вертолёта, который в дальнейшем заменит Sea King. В 1985 году, со сменой премьер-министра Канады, проект был переименован в "Проект новой палубной авиации" (New Shipboard Aircraft Project).
В 1986 году появились главные кандидаты как возможная замена CH-124: S-70 Sea Hawk (SH-60 Sea Hawk во флоте США) фирмы Sikorsky Aircraft, AS332F Super Puma фирмы Aérospatiale и AW101 фирмы AgustaWestland. В 1987 году, правительство заявило о скорой покупке 35 AW101, чтобы заменить CH-124. Однако, к тому времени у канадских вооружённых сил появилась более серьёзная проблема: парк поисково-спасательных вертолётов CH-113 Labrador тоже нуждался в замене. В 1991 году, правительство объединило проекты "Проект новой палубной авиации" и "Проект нового поисково-спасательного вертолёта" (New SAR Helicopter Project). Такие изменения потребовали более крупных вложений, которые составили 5,8 миллиарда канадских долларов за 50 вертолётов AW101: 35 вертолётов ПЛО (в канадских ВС - CH-148 Petrel) для замены CH-124 и 15 поисково-спасательных вертолётов (в канадских ВС - CH-149 Chimo) для замены CH-113. Впоследствии контракт был отозван из-за нехватки финансирования.

## Варианты
CH-124вертолёт Королевского канадского военно-морского флота, предназначенный для борьбы с подводными лодками (41 вертолёт собран компанией United Aircraft of Canada).
CH-124Aвертолёт модернизированный по программе Sea King Improvement Program (SKIP), получивший улучшение авионики.
CH-124Bальтернативная версия вертолёта CH-124A, лишённая опускаемого сонара, но оборудована магнитометром (MAD - Magnetic Anomaly Detector). В 2006 году пять CH-124B были модифицированы установкой посадочных мест для десанта. Планируется установка канатов для быстрого спуска.
CH-124B2шесть СH-124B были модернизированы до CH-124B2 в период с 1991 по 1992 год. На данные машины вернули сонары, но, к тому времени, авиация использовала уже более совершенные средства обнаружения. К тому же, борьба с подводными лодками стало менее приоритетным направлением в канадских вооружённых силах, и все CH-124B2 были переоборудованы для нужд десанта.
CH-124Cотданный в распоряжение базе канадских вооружённых сил Shearwater (CFB Shearwater) CH-124, для тестирования нового оборудования. В свободное от тестов время размещается на одном из судов канадских вооружённых сил.
CH-124Uнеофициальное обозначение для четырёх CH-124, которые были переоборудованы для перевозки пассажиров и грузов. В 1973 году, одна из машин разбилась, другие были модернизированы до CH-124A.

## Использование
Канада
- Королевский канадский военно-морской флот
- Канадские вооружённые силы

## Технические характеристики
- Экипаж: 4
- Вместимость: 3 пассажира
- Длина: 16,7 м
- Диаметр лопастей: 19 м
- Высота: 5,13 м
- Масса пустого: 5382 кг
- Масса снаряженного: 8449 кг
- Масса максимальная взлётная: 10 000 кг
- Двигатели: 2×General Electric T58-GE-8F/-100
- Мощность: 2×1500 кВт
- Максимальная скорость: 267 км/ч
- Дальность полета: 1000 км
- Динамический потолок: 4481 м
- Скороподъёмность: 400—670 м/мин
- Вооружение:
  - 2×торпеды Mk. 46 Mod 5
  - пулемёт C6 GPMG калибра 7,62 мм